# Насер Мухамед ел Ахмед ел Сабах
Насер Мухамед ел Ахмед ел Сабах (арап. الشيخ ناصر محمد الأحمد الصباح; Кувајт, 11. фебруар 1940) је био премијер Кувајта. На овој функцији се налази од 7. фебруара 2006. до 4. децембра 2011. када га је на том месту заменио Џабир ел Мубарак ел Хамад ел Сабах. Претходно је, вршио функцију министра социјалних питања од 2003. до 2005. године и амбасадора Кувајта у Ирану од 1990. до 1997.